# EM i badminton 2018
Europamesterskaberne i badminton 2018 er det 27. EM i badminton, og mesterskabet afvikles i arenaen Palacio de Deportes i Huelva i perioden 23. - 29. april 2018.

## Medaljevindere

### Medaljevindere fordelt på rækker
| Event       | Guld                                | Sølv                                     | Bronze                          |
| ----------- | ----------------------------------- | ---------------------------------------- | ------------------------------- |
| Herresingle | Viktor Axelsen                      | Rajiv Ouseph                             | Brice Leverdez                  |
| Herresingle | Viktor Axelsen                      | Rajiv Ouseph                             | Jan Ø. Jørgensen                |
| Damesingle  | Carolina Marín                      | Evgeniya Kosetskaya                      | Mia Blichfeldt                  |
| Damesingle  | Carolina Marín                      | Evgeniya Kosetskaya                      | Line Kjærsfeldt                 |
| Herredouble | Kim Astrup Anders Skaarup Rasmussen | Mads Conrad-Petersen Mads Pieler Kolding | Jelle Maas Robin Tabeling       |
| Herredouble | Kim Astrup Anders Skaarup Rasmussen | Mads Conrad-Petersen Mads Pieler Kolding | Vladimir Ivanov Ivan Sozonov    |
| Damedouble  | Gabriela Stoeva Stefani Stoeva      | Émilie Lefel Anne Tran                   | Selena Piek Cheryl Seinen       |
| Damedouble  | Gabriela Stoeva Stefani Stoeva      | Émilie Lefel Anne Tran                   | Maiken Fruergaard Sara Thygesen |
| Mix double  | Chris Adcock Gabrielle Adcock       | Mathias Christiansen Christinna Pedersen | Mark Lamsfuß Isabel Herttrich   |
| Mix double  | Chris Adcock Gabrielle Adcock       | Mathias Christiansen Christinna Pedersen | Marcus Ellis Lauren Smith       |

### Medaljestatistik
| Rang | Nation       | Guld | Sølv | Bronze | Total |
| ---- | ------------ | ---- | ---- | ------ | ----- |
| 1    | Danmark      | 2    | 2    | 4      | 8     |
| 2    | England      | 1    | 1    | 1      | 3     |
| 3    | Bulgarien    | 1    | 0    | 0      | 1     |
| 3    | Spanien      | 1    | 0    | 0      | 1     |
| 5    | Frankrig     | 0    | 1    | 1      | 2     |
| 5    | Rusland      | 0    | 1    | 1      | 2     |
| 7    | Nederlandene | 0    | 0    | 2      | 2     |
| 8    | Tyskland     | 0    | 0    | 1      | 1     |
| Rang | 8 nationer   | 5    | 5    | 10     | 20    |